# Kollision von zwei Hubschraubern in Queensland 2023
Am 2. Januar 2023 kollidierten zwei Airbus Helicopters H130 in der Nähe des Themenparks Sea World in der Stadt Gold Coast in Queensland. Bei dem Unfall wurden vier Menschen getötet und neun weitere verletzt.

## Kollision
Am 2. Januar 2023 um 13:59 Uhr kollidierten zwei von Sea World Helicopter Tours betriebene Hubschrauber. Dies geschah, während einer im Landeanflug war und der andere von einem Hubschrauberlandeplatz im Themenpark Sea World startete.
Der startende Hubschrauber stürzte auf eine Sandbank vor Sea World. Beim Absturz wurden vier Personen an Bord getötet. Drei befanden sich in einem kritischen Zustand. Viele Personen wurden Zeugen der Kollision. Strandbesucher, Bootsfahrer und Polizei leisteten Erste Hilfe und halfen mit, die verletzten Passagiere aus dem Hubschrauber zu holen.
Der ankommende Hubschrauber landete sicher auf derselben Sandbank und erlitt Schäden an der Cockpitverglasung. Alle an Bord überlebten.
Alle neun Überlebenden wurden zur weiteren Behandlung ins Krankenhaus gebracht, davon einer ins Queensland Children’s Hospital.

## Untersuchung
Das Australian Transport Safety Bureau (ATSB) untersucht die Kollision. Ermittler aus ATSB-Büros in Brisbane und Canberra wurden entsandt. Das Präsidium ist dabei, einen vorläufigen Bericht über die Kollision zu erstellen.

## Reaktionen
Queenslands Premierministerin Annastacia Palaszczuk sagte, der Vorfall sei eine „unvorstellbare Tragödie“ und drückte ihr „tiefstes Mitgefühl“ mit allen Beteiligten aus.
Der australische Premierminister Anthony Albanese sagte, Australien sei „von der Nachricht von dem schrecklichen und tragischen“ Vorfall schockiert worden, und seine Gedanken seien bei allen Betroffenen.